# Тархулара

Ассирия при Тиглатпаласаре III

Тархулара (Тархулар; убит не позднее 711 год до н. э.) — правитель сиро-хеттского царства Гургум (не позднее 743 до н. э. — не позднее 711 до н. э.).

## Биография
Тархулара известен только из ассирийских надписей. Скорее всего, его звали как-то иначе, так как этимология имени Тархулары не имеет соответствий в хеттском языке.
О происхождении Тархулары в древневосточных исторических источниках не сообщается. Так как его сын Муваталли III носил распространённое в царской семье Гургума имя, престол которого в своё время занимали Муваталли I (начало X века до н. э.) и Муваталли II (середина IX века до н. э.), предполагается, что Тархулара мог быть родственником предыдущих властителей этого государства.
Первое упоминание о Тархуларе относится к 743 году до н. э., когда он уже был царём Гургума. Предыдущим известным властителем этого государства был правивший около 800 года до н. э. Халпарунтия III. Так как годы деятельности этих двух персон отстоят друг от друга более чем на полвека, предполагается, что между Халпарунтией III и Тархуралой Гургумом правили ещё какие-то властители, о которых сведений не сохранилось.
В ассирийских источниках о событиях 743 года до н. э. Тархулара упоминался как участник большого союза врагов царя Тиглатпаласара III. В это объединение входили царь Урарту Сардури II, царь Арпада Матиилу, царь Камману Сулумаль и царь Куммуха Кушташпи. В ответ на антиассирийские действия Тиглатпаласар III совершил поход в Сирию и подавил мятеж. В ассирийских текстах утверждается, что по приказу Тиглатпаласара III Гургум был разорён, а находившихся здесь 100 городов разрушены. Это заставило Тархулару снова подчиниться власти правителя Ассирии. Возможно, это произошло после сражения в Куммухе, в котором враги ассирийцев во главе с урартским царём Сардури II потерпели сокрушительное поражение. В созданной по этому поводу ассирийской надписи сообщается о гибели семидесяти двух тысяч девятьсот пятидесяти урартских воинов, бегстве Сардури II с поля боя, его преследовании Тиглатпаласаром III до самых границ Урарту по реке Евфрат и об огромном числе уведённых в Ассирию пленных. В качестве вознаграждения за покорность Тиглатпаласар III оставил неприкосновенной столицу Гургума Маграси, хотя город также был захвачен ассирийской армией. С согласия Тиглатпаласара III Тархулара сохранил власть в обмен на выплату ассирийцам дани. О выплате Тархуларой и другими властителями дани ассирийцам упоминается и в ещё одной надписи времён Тиглатпаласара III.
В начале 730-х годов до н. э. Тархулара заключил союз с несколькими своими соседями: царями Паттины (здесь правил Тутамму), Хамата, Арвада и неизвестно где правившим царём Азрийау. Когда же те в 738 году до н. э. (по другим данным — в 737 году до н. э.) подняли антиассирийский мятеж, царь Гургума быстро выказал покорность Тиглатпаласару III и этим сохранил власть. Однако Тархулара был вынужден отдать несколько своих городов оставшемуся верным ассирийцам правителю Самаля Панамуве II и согласиться платить властителю Ассирии ежегодную дань. В созданной по этому случаю ассирийской надписи царь Гургума назван одним из правителей Сирии, Палестины и Финикии, отправивших дань Тиглатпаласару III. Другими данниками царя Ассирии в этом тексте названы властители Израильского царства, Арама, Тира, Сидона, Библа, Самаля, Куммуха, Камману, Табала, арабских племён Сирийской пустыни и нескольких других государств.
Тархулара как данник Тиглатпаласара III упоминался и в 732 году до н. э. Эта выплата дани, в которой участвовали многие правители соседних с Гургумом царств, стала завершающим актом ассирийского завоевания Арама. Нет никаких свидетельств об антиассирийских действиях Тархулары и при преемниках умершего в 727 году до н. э. Тиглатпаласара III: Салманасаре V и Саргоне II.
Незадолго до 711 года до н. э. (или даже в этом году) Тархулара был убит своим сыном Муваталли III. Возможно, государственный переворот был инспирирован правителями Фригии или Урарту, врагами Саргона II, верным вассалом которого был Тархулара. Мнение некоторых историков о том, что Турхулара был устранён по приказу правителя Ассирии, не соответствует действительности. Однако уже в 711 году до н. э. взошедший на престол Муваталли III был свергнут Саргоном II, а Гургум присоединён к Ассирии в качестве одной из провинций.

## Комментарии
1. ↑  В созданной от имени Тиглатпаласара III надписи сообщается: «Я получил дань от Кушташпи Коммагенского, Резона Дамасского, Менахема Самаритянского, Хирама Тирского, Сибиттибили Библосского, Урикки из Куэ[нем.], Писириса Кархемышского[нем.], Инила Хаматского[укр.], Панамму Самальца, Тархулара Гургумского, Сулумала Милитенского, Дадилу из Каски, Уассурме Табальца[англ.], Ушхитти Тунского, Урбаллы Туханца, Тухамме из Иштунды, Уримме из Хубишны, Забибе, царицы аравийской, золото, серебро, олово, железо, слоновые шкуры, слоновую кость, льняные одежды с разноцветной отделкой, шерсть с темноватым и красноватым оттенком голубого пурпура, чёрное дерево, самшит — всё, что было достойно царской сокровищницы; также шкуры ягнят, окрашенные пурпуром, чучела диких птиц с раскрашенными голубой краской крыльями, лошадей, мулов, крупный и мелкий скот, верблюдов и верблюдиц с верблюжатами»[16].
2. ↑  Б. А. Тураев датировал завоевание Гургума Саргоном II 713 годом до н. э.[18]